# Amite City
Amite City es un pueblo ubicado en la parroquia de Tangipahoa en el estado estadounidense de Luisiana. En el Censo de 2010 tenía una población de 4141 habitantes y una densidad poblacional de 411,97 personas por km².

## Geografía
Amite City se encuentra ubicado en las coordenadas 30°43′56″N 90°30′55″O / 30.73222, -90.51528. Según la Oficina del Censo de los Estados Unidos, Amite City tiene una superficie total de 10.05 km², de la cual 10.01 km² corresponden a tierra firme y 0.04 km² (0.39 %) es agua.

## Demografía
Según el censo de 2010, había 4141 personas residiendo en Amite City. La densidad de población era de 411,97 hab./km². De los 4141 habitantes, Amite City estaba compuesto por el 43.59 % blancos, el 54.5 % eran afroamericanos, el 0.12 % eran amerindios, el 0.56 % eran asiáticos, el 0 % eran isleños del Pacífico, el 0.36 % eran de otras razas y el 0.87 % pertenecían a dos o más razas. Del total de la población el 1.5 % eran hispanos o latinos de cualquier raza.